# Puig de la Ginesta
El Puig de la Ginesta és una muntanya de 265 metres que es troba al municipi de Llagostera, a la comarca del Gironès.